# Simidicca
Simidicca (łac. Diocesis Simidiccensis) – stolica historycznej diecezji w Cesarstwie rzymskim w prowincji Afryka Prokonsularna, sufragania metropolii Kartagina. Współcześnie w Tunezji. Obecnie katolickie biskupstwo tytularne.

## Biskupi tytularni
| Lp. | Biskup             | Funkcja                                          | Od                   | Do                   |
| --- | ------------------ | ------------------------------------------------ | -------------------- | -------------------- |
| 1   | John Charles Reiss | biskup pomocniczy Trenton (USA)                  | 21 października 1967 | 11 marca 1980        |
| 2   | Joseph Kumuondala  | biskup pomocniczy Mbandaka-Bikoro (DR Konga)     | 29 listopada 1980    | 18 marca 1982        |
| 3   | Edward Kmiec       | biskup pomocniczy Trenton (USA)                  | 26 sierpnia 1982     | 13 października 1992 |
| 4   | Cyprien Mbuka      | biskup pomocniczy Boma (DR Konga)                | 21 kwietnia 1997     | 13 marca 2001        |
| 5   | Ludwig Schwarz     | biskup pomocniczy Wiednia (Austria)              | 15 października 2001 | 6 lipca 2005         |
| 6   | Jean-Marie Le Vert | biskup pomocniczy Meaux (Francja)                | 21 listopada 2005    | 7 grudnia 2007       |
| 7   | Nicolas Brouwet    | biskup pomocniczy Nanterre (Francja)             | 11 kwietnia 2008     | 11 lutego 2012       |
| 8   | Jean-Marc Aveline  | biskup pomocniczy Marsylii (Francja)             | 19 grudnia 2013      | 8 sierpnia 2019      |
| 9   | Rumen Stanew       | biskup pomocniczy sofijsko-płowdiwski (Bułgaria) | 5 września 2020      |                      |